# 雅夫勒扎克
雅夫勒扎克（法語：Javrezac，法語發音：[ʒavʁəzak]）是法国夏朗德省的一个市镇，属于干邑区。

## 地理
雅夫勒扎克（45°42'5"N, 0°21'25"W）面积3.66 平方千米，位于法国新阿基坦大区夏朗德省，该省份为法国西部内陆省份，北起德塞夫勒省和维埃纳省，东临上维埃纳省，东南至多尔多涅省，南至多爾多涅省，西接滨海夏朗德省。
与雅夫勒扎克接壤的市镇（或旧市镇、城区）包括：科尼亚克、卢扎克-圣安德烈、圣洛朗德干邑、瓦勒德干邑。

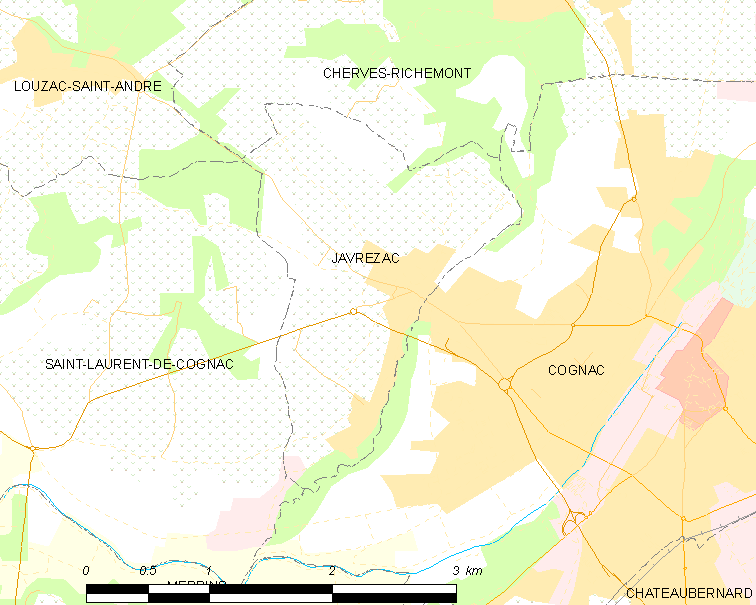
雅夫勒扎克的OSM定位图

雅夫勒扎克的时区为UTC+01:00、UTC+02:00（夏令时）。

## 行政
雅夫勒扎克的邮政编码为16100，INSEE市镇编码为16169。

## 政治
雅夫勒扎克所属的省级选区为干邑第二县。

## 人口

1962-2008年间雅夫勒扎克人口变化图示

雅夫勒扎克于2022年1月1日时的人口数量为581人。